# Макдональд, Даниэль
Даниэль Луиз Макдональд (англ. Danielle Louise Macdonald; род. 19 мая 1991) — австралийская актриса.

## Биография
Макдональд родилась в Сиднее, Австралия. Она училась в Австралийском институте исполнительных искусств, в 18 лет переехала в Лос-Анджелес. Она получила главную роль в сериале «Пухлики», однако из-за проблем с визой не смогла прибыть в США вовремя и потеряла роль.
В 2013 году Макдональд дебютировала на большом экране с ролью в триллере «Группировка „Восток“», после чего имела небольшие роли в фильмах «Доверься мне» (2013) и «Каждая секретная вещь» (2014). В 2017 году она исполнила главную роль в драме «Патти Кейкс», а также имела роль в сериале «Проще простого» и фильме «Леди Бёрд».
В 2018 году Макдональд исполнила роли в фильмах «Пышка» и «Птичий короб», а также короткометражном фильме «Кожа», выигравшем премию «Оскар». В 2019 году она имела повторяющуюся роль в сериале «Невозможно поверить».

## Фильмография

### Кино
| Год  | Русское название      | Оригинальное название      | Роль                       | Примечания             |
| ---- | --------------------- | -------------------------- | -------------------------- | ---------------------- |
| 2010 | Вор                   | The Thief                  | кассирша                   | Короткометражный фильм |
| 2013 | Группировка «Восток»  | The East                   | Тесс                       |                        |
| 2013 | Доверься мне          | Trust Me                   | Делия                      |                        |
| 2014 | Каждая секретная вещь | Every Secret Thing         | Элис Мэннинг               |                        |
| 2015 |                       | Tortoise                   | Терри                      | Короткометражный фильм |
| 2017 | Патти Кейкс           | Patti Cake$                | Патриша «Пэтти» Домбровски |                        |
| 2017 | Леди Бёрд             | Lady Bird                  | Оливия                     |                        |
| 2018 | Кожа                  | Skin                       | Криста                     | Короткометражный фильм |
| 2018 | Скин                  | Skin                       | Джули Прайс                |                        |
| 2018 | Птичий короб          | Bird Box                   | Олимпия                    |                        |
| 2018 | Пышка                 | Dumplin'                   | Уиллоудин Диксон           |                        |
| 2019 | Я — женщина           | I Am Woman                 | Лиллиан Роксон             |                        |
| 2019 | Райские холмы         | Paradise Hills             | Хлоя                       |                        |
| 2019 | Внеклассные занятия   | Extracurricular Activities | Бекки Уоллес               |                        |
| 2020 | Певица на всю голову  | Falling for Figaro         | Милли                      |                        |
| 2020 | Уйти не прощаясь      | French Exit                | Мэделин                    |                        |
| 2022 | Турист                | The Tourist                | капрал Хелен Чеймберс      | Мини-сериал            |

### Телевидение
| Год       | Русское название                    | Оригинальное название          | Роль             | Примечания                           |
| --------- | ----------------------------------- | ------------------------------ | ---------------- | ------------------------------------ |
| 2011      | Хор                                 | Glee                           | девушка #1 «»    | Эпизод: «Born This Way»              |
| 2013      | Телеведущие                         | Newsreaders                    | Пэм Белл         | Эпизод: «Fit Town, Fat Town»         |
| 2014      | Милые обманщицы                     | Pretty Little Liars            | Кэти Перес       | Эпизод: «Whirly Girly»               |
| 2014      |                                     | Toolies                        | Сара Крейг       | Регулярная роль, 5 эпизодов          |
| 2015      | Две девицы на мели                  | 2 Broke Girls                  | Эшлин            | Эпизод: «And the Knock-Off Knockout» |
| 2015      | Бывает и хуже                       | The Middle                     | Эми              | Эпизод: «Cutting the Cord»           |
| 2016      | Американская история ужасов: Роанок | American Horror Story: Roanoke | Бристоль Виндоуз | Эпизод: «Chapter 10»                 |
| 2017—2019 | Проще простого                      | Easy                           | Грейс            | Гостевая роль, 2 эпизода             |
| 2019      | Невозможно поверить                 | Unbelievable                   | Эмбер            | Повторяющаяся роль, 7 эпизодов       |
| 2021      | Турист                              | The Tourist                    | констбель Хейлен |                                      |